# Philotheca angustifolia
Philotheca angustifolia är en vinruteväxtart. Philotheca angustifolia ingår i släktet Philotheca och familjen vinruteväxter.

## Underarter
Arten delas in i följande underarter:
- P. a. angustifolia
- P. a. montana